# 達尼洛夫格勒
達尼洛夫格勒是位於蒙特內哥羅中部的一個城市。根據2003年的人口普查，達尼洛夫格勒有人口5,208人。達尼洛夫格勒坐落在澤塔河谷內。達尼洛夫格勒也是達尼洛夫格勒市鎮的中心城市，全市镇有人口16,523人。

## 人口
達尼洛夫格勒人口：
- 1981年3月3日 - 3,664
- 1991年3月3日 - 4,409
- 2003年11月1日 - 5,208

族群分布（1991年人口普查）：
- 蒙特內哥羅人 (89.88%)
- 塞爾維亞人 (5.90%)

族群分布 (2003年人口普查):
- 蒙特內哥羅人 (67.84%)
- 塞爾維亞人 (25.51%)